# 더 템터스
더 템터스(일본어: ザ・テンプターズ 자 텐푸타즈[*], 영어: The Tempters)는 일본의 그룹사운드이다.
1966년 사이타마현 오미야 시 (지금의 사이타마시)에서 결성되었던 동명의 아마추어 밴드가 그 전신으로서, 1967년 필립스 레코드에서 싱글 〈잊을 수 없는 너〉(忘れ得ぬ君)로 데뷔한 후, 〈신이시어 제발〉(神様お願い), 〈에메랄드의 전설〉(エメラルドの伝説), 〈어머니〉(おかあさん), 〈비밀의 암호〉(秘密の合言葉), 〈순애〉(純愛)까지 모두 5곡을 톱10안에 올리며 히트시켰다. 더 타이거즈와 함께 일본 그룹사운드의 최전성기를 이끌었다고 평가받는다. 1970년에 해산했다.

## 멤버
- 마츠자키 요시하루(松崎由治), 리더, 기타, 보컬
- 하기와라 켄이치(萩原健一): 보컬, 하모니카
- 타나카 토시오(田中俊夫): 기타, 키보드
- 타카쿠 노보루(高久昇): 베이스
- 오구치 히로시(大口広司): 드럼